# Arco di Travertino
Arco di Travertino – stacja na linii A metra rzymskiego. Stacja została otwarta w 1980.